# Equalizzazione adattiva dell'istogramma

L'equalizzazione adattiva dell'istogramma è una tecnica di elaborazione digitale delle immagini usata per migliorarne il contrasto. Differisce dall'ordinaria equalizzazione dell'istogramma poiché il metodo adattivo calcola diversi istogrammi, ognuno corrispondente a una distinta sezione dell'immagine, e li usa per distribuire i valori di luminosità.
È anche utilizzabile per migliorare il contrasto locale di una immagine e aggiungere maggior dettaglio.